# Municipio de Shiawassee
El municipio de Shiawassee (en inglés, Shiawassee Township) es un municipio del condado de Shiawassee, Míchigan, Estados Unidos. Tiene una población estimada, a mediados de 2021, de 2716 habitantes.

## Geografía
Está ubicado en las coordenadas 42°54′58″N 84°5′44″O / 42.91611, -84.09556. Según la Oficina del Censo de los Estados Unidos, tiene una superficie total de 95.6 km², de la cual 94.2 km² corresponden a tierra firme y 1.2 km² son agua.

## Demografía
Según el censo de 2020, en ese momento había 2740 personas residiendo en la zona. La densidad de población era de 29.1 hab./km². El 94.1 % de los habitantes eran blancos, el 0.1 % eran afroamericanos, el 0.5 % eran amerindios, el 0.5 % eran asiáticos, el 0.9 % eran de otras razas y el 3.8 % eran de una mezcla de razas. Del total de la población, el 2.0 % eran hispanos o latinos de cualquier raza.